# Asteroidi principali del sistema solare
Di seguito l'elenco degli asteroidi principali del sistema solare.
Nota: ogni asteroide è menzionato utilizzando anche il numero ufficiale di identificazione sequenziale, assegnato una volta che l'orbita del pianetino è determinata con precisione. Prima di essere classificati e battezzati ufficialmente, gli asteroidi sono conosciuti soltanto tramite il loro nome sistematico, o designazione provvisoria, come ad esempio "1950 DA".

## Asteroidi maggiori cisnettuniani
Elenco dei più grandi asteroidi conosciuti, situati all'interno dell'orbita di Nettuno e con un diametro maggiore di 200 km.
| Numero | Nome       | Diametro (km) | Distanza media dal Sole (in AU) | Data della scoperta | Anno della scoperta | Scopritore                          |
| ------ | ---------- | ------------- | ------------------------------- | ------------------- | ------------------- | ----------------------------------- |
| 1      | Cerere     | 975×909       | 2,766                           | 1º gennaio          | 1801                | Giuseppe Piazzi                     |
| 2      | Pallade    | 570×525×500   | 2,773                           | 28 marzo            | 1802                | Heinrich Wilhelm Matthäus Olbers    |
| 4      | Vesta      | 578×560×458   | 2,361                           | 29 marzo            | 1807                | Heinrich Wilhelm Matthäus Olbers    |
| 10     | Igea       | 407,1         | 3,137                           | 12 aprile           | 1849                | Annibale de Gasparis                |
| 511    | Davida     | 326,1         | 3,167                           | 30 maggio           | 1903                | Raymond Smith Dugan                 |
| 704    | Interamnia | 316,6         | 3,063                           | 2 ottobre           | 1910                | Vincenzo Cerulli                    |
| 52     | Europa     | 302,5         | 3,100                           | 4 febbraio          | 1858                | Hermann Mayer Salomon Goldschmidt   |
| 624    | Ettore     | 370×195       | 5,222                           | 10 febbraio         | 1907                | August Kopff                        |
| 3      | Giunone    | 290×240×190   | 2,668                           | 1º settembre        | 1804                | Karl Ludwig Harding                 |
| 87     | Silvia     | 384×264×232   | 3,490                           | 16 maggio           | 1866                | Norman Robert Pogson                |
| 31     | Eufrosine  | 255,9         | 3,150                           | 1º settembre        | 1854                | James Ferguson                      |
| 15     | Eunomia    | 255,3         | 2,646                           | 29 luglio           | 1851                | Annibale de Gasparis                |
| 16     | Psiche     | 253,2         | 2,921                           | 17 marzo            | 1852                | Annibale de Gasparis                |
| 65     | Cibele     | 237,3         | 3,434                           | 8 marzo             | 1861                | Ernst Wilhelm Leberecht Tempel      |
| 324    | Bamberga   | 229,4         | 2,683                           | 25 febbraio         | 1892                | Johann Palisa                       |
| 451    | Patientia  | 225,0         | 3,060                           | 4 dicembre          | 1899                | Auguste Honoré Charlois             |
| 532    | Ercolina   | 225*          | 2,772                           | 20 aprile           | 1904                | Max Wolf                            |
| 107    | Camilla    | 222,6         | 3,478                           | 17 novembre         | 1868                | Norman Robert Pogson                |
| 48     | Dori       | 221,8         | 3,109                           | 19 settembre        | 1857                | Hermann Mayer Salomon Goldschmidt   |
| 45     | Eugenia    | 214,6         | 2,720                           | 27 giugno           | 1857                | Hermann Mayer Salomon Goldschmidt   |
| 29     | Anfitrite  | 212,2         | 2,556                           | 1º marzo            | 1854                | Albert Marth                        |
| 121    | Ermione    | 209           | 3,446                           | 12 maggio           | 1872                | James Craig Watson                  |
| 423    | Diotima    | 208,8         | 3,066                           | 7 dicembre          | 1896                | Auguste Honoré Charlois             |
| 13     | Egeria     | 217×196       | 2,576                           | 2 novembre          | 1850                | Annibale de Gasparis                |
| 94     | Aurora     | 204,9         | 3,165                           | 6 settembre         | 1867                | James Craig Watson                  |
| 88     | Tisbe      | 200,6         | 2,768                           | 15 giugno           | 1866                | Christian Heinrich Friedrich Peters |
| 24     | Temi       | 198*          | 3,130                           | 5 aprile            | 1853                | Annibale de Gasparis                |

* = Il valore del diametro è molto incerto.

## Asteroidi con parametri orbitali anomali
Asteroidi con inclinazioni orbitali più grandi di 90° descrivono orbite in direzione retrograda. Si conoscono solo otto asteroidi retrogradi (aggiornato all'agosto 2004), di cui solo due sono numerati. Ciò rende loro il gruppo più raro di tutti. Gli asteroidi con un'alta inclinazione orbitale intersecano l'orbita di Marte (probabilmente sono in procinto di essere espulsi dal sistema solare) o sono Damocloidi.
| Numero | Nome               | Inclinazione | Data della scoperta | Note |
| ------ | ------------------ | ------------ | ------------------- | --- |
| 5496   | 1973 NA            | 67,999°      | 4 luglio 1973       | È un NEA che interseca anche l'orbita di Marte. |
| 20461  | Dioretsa           | 160,400°     | 8 giugno 1999       | Questo pianetino incrocia le orbite dei pianeti esterni ed è un damocloide e uno scattered disk object (SDO); 2000 HE46 potrebbe essersi staccato da Dioretsa. |
| 65407  | (65407) 2002 RP120 | 119,112°     | 4 settembre 2002    | Un damocloide e un SDO che incrocia le orbite dei pianeti esterni.                                                                                             |
|        | 1999 LE31          | 151,867°     | 12 giugno 1999      | Un damocloide e un SDO che interseca le orbite di Giove e Saturno.                                                                                             |
|        | 2000 DG8           | 129,381°     | 25 febbraio 2000    | Un damocloide e un SDO. Interseca le orbite di tutti i pianeti esterni ad eccezione di Nettuno.                                                                |
|        | 2000 HE46          | 158,459°     | 29 aprile 2000      | Incrocia le orbite dei pianeti esterni ed è un damocloide e un SDO. Potrebbe essere un frammento di 20461 Dioretsa.                                            |
|        | 2001 AU43          | 72,132°      | 4 gennaio 2001      | È un NEA che interseca anche l'orbita di Marte. |
|        | 2002 XU93          | 77,904°      | 4 dicembre 2002     | Un damocloide e un SDO. È anche radente all'esterno dell'orbita di Urano.                                                                                      |
|        | 2003 EH1           | 70,790°      | 6 marzo 2003        | Interseca l'orbita di Marte, è un NEA e un asteroide radente all'interno dell'orbita di Giove.                                                                 |
|        | 2004 LG            | 70,725°      | 9 giugno 2004       | È un NEA che interseca anche le orbite di Mercurio e Marte. |
|        | 2004 NN8           | 165,377°     | 13 luglio 2004      | Questo pianetino interseca le orbite dei pianeti esterni e potrebbe essere persino su un percorso diretto fuori dal sistema solare (eccentricità ~0,9875).     |
| 514107 | Kaʻepaokaʻāwela    | 163,000°     | 26 novembre 2014    | Asteroide co-orbitale con Giove e in moto retrogrado. Potrebbe essere di origine interstellare.                                                                |

## Asteroidi degni di nota
| Numero     | Nome                | Diametro (km) | Data della scoperta               | Note |
| ---------- | ------------------- | ------------- | --------------------------------- | --- |
| 5          | Astrea              | 119,1         | 8 dicembre 1845                   | Primo asteroide ad essere individuato 38 anni dopo i quattro originali. |
| 31         | Eufrosine           | 255,9         | 1º settembre 1854                 | Primo asteroide ad essere individuato dal Nord America. |
| 45         | Eugenia             | 214,6         | 27 giugno 1857                    | Primo asteroide ad essere battezzato con il nome di una persona realmente esistita, l'Imperatrice Eugenia, moglie di Napoleone III (anche se permangono dubbi sull'origine del nome di 12 Victoria).                                   |
| 61         | Danaë               | 82,0          | 9 settembre 1860                  | Primo asteroide ad avere un carattere non ASCII nel nome. |
| 62         | Erato               | 95,4          | 14 settembre 1860                 | Primo asteroide ad essere scoperto grazie alla collaborazione di due persone. |
| 67         | Asia                | 58,1          | 17 aprile 1861                    | Primo asteroide ad essere individuato dall'Asia. |
| 85         | Io                  | 154,8         | 19 settembre 1865                 | Asteroide con il nome più corto, due caratteri più due cifre numeriche (di seguito: 954 Li, 1714 Sy, 2705 Wu, 3271 Ul, 6498 Ko, e 22260 Ur)                                                                                            |
| 87         | Silvia              | 384×264×232   | 16 maggio 1866                    | Primo sistema triplo di asteroidi individuato. Le due lune orbitanti attorno a Sylvia sono state scoperte rispettivamente il 18 febbraio 2001 e il 10 agosto 2005                                                                      |
| 90         | Antiope             | 110 + 110     | 1º ottobre 1866                   | Asteroide doppio con le due componenti uguali e vicine; la sua natura binaria è stata scoperta utilizzando ottiche adattive. |
| 92         | Undina              | 126,4         | 7 luglio 1867                     | Originatosi 8 milioni di anni fa, in seguito a una delle più catastrofiche collisioni fra asteroidi degli ultimi 100 milioni di anni.                                                                                                  |
| 139        | Juewa               | 156,6         | 10 ottobre 1874                   | Primo asteroide scoperto in Cina da James Craig Watson. Il nome fu scelto dai funzionari cinesi: 瑞華, o in pinyin moderno, ruìhuá |
| 216        | Cleopatra           | 217×94        | 10 aprile 1880                    | Asteroide metallico con una forma a "osso di cane". |
| 243        | Ida                 | 56×24×21      | 29 settembre 1884                 | Primo asteroide binario confermato. Foto a distanza ravvicinata della sonda Galileo. |
|            | Dattilo             | 1,4           | 17 febbraio 1994                  | Luna di Ida, primo satellite di un asteroide confermato. |
| 288        | Glauke              | 32            | 20 febbraio 1890                  | Periodo di rotazione eccezionalmente lento, di circa 1200 ore (2 mesi) |
| 323        | Brucia              | 36            | 22 dicembre 1891                  | Primo asteroide individuato per mezzo dell'astrofotografia piuttosto che dall'osservazione visiva. |
| 333        | Badenia             | 78            | 22 agosto 1892                    | Primo asteroide a ricevere una designazione provvisoria (1892A) |
| 433        | Eros                | 13×13×33      | 13 agosto 1898                    | Primo asteroide near-Earth individuato e secondo NEA in ordine di grandezza. |
| 490        | Veritas             | 115           | 3 settembre 1902                  | Originatosi 8 milioni di anni fa, in seguito a una delle più catastrofiche collisioni fra asteroidi degli ultimi 100 milioni di anni.                                                                                                  |
| 624        | Ettore              | 370×195       | 10 febbraio 1907                  | Il più grande asteroide Troiano di Giove conosciuto. |
| 719        | Albert              | 2,4           | 3 ottobre 1911                    | Ultimo asteroide numerato ad essere perso e successivamente recuperato. |
| 944        | Hidalgo             |               | 31 ottobre 1920                   | Asteroide della fascia principale con il più lungo periodo orbitale. |
| 1125       | Cina                |               | 30 ottobre 1957                   | Prima scoperta di un asteroide accreditata a un'istituzione invece che a una persona. |
| 1566       | Icaro               |               | 27 giugno 1949                    | Asteroide Apollo; il suo perielio è più vicino al Sole di Mercurio. |
| 1743       | Schmidt             | 17            | 24 settembre 1960                 | Primo asteroide ad essere scoperto grazie alla collaborazione di tre persone. |
| 2060       | Chirone             | 170           | 18 ottobre 1977                   | Primo Centauro ad essere scoperto e primo asteroide a ricevere la designazione di cometa. |
| 3200       | Fetonte             | 5             | 11 ottobre 1983                   | Primo asteroide scoperto dallo spazio, fonte della corrente meteorica annuale delle Geminidi. |
| 3753       | Cruithne            | 5             | 10 ottobre 1986                   | Inconsueto asteroide associato all'orbita terrestre. |
| 4015       | Wilson-Harrington   |               | 19 novembre 1949                  | Asteroide con il più lungo nome (17 caratteri) |
| 4090 31238 | Říšehvězd, Kroměříž |               | 2 settembre 1986 21 febbraio 1998 | Nome con il maggior numero di diacritici (quattro) |
| 4179       | Toutatis            | 4,5×2,4×1,9   | 4 gennaio 1989                    | Si è avvicinato molto alla Terra il 29 settembre 2004 ed è probabilmente un asteroide binario a contatto. |
| 4769       | Castalia            | 1,8×0,8       | 9 agosto 1989                     | Primo asteroide ad essere fotografato, anch'esso binario a contatto Asteroid Castalia. |
| 5261       | Eureka              |               | 20 giugno 1990                    | Primo Troiano di Marte individuato (punto Lagrangiano L5) (non ancora ufficialmente riconosciuto) |
| 11885      | Summanus            |               | 25 settembre 1990                 | Prima scoperta automatica di un oggetto near-Earth (NEO) |
| 15760      | Albion              |               | 30 agosto 1992                    | Primo oggetto transnettuniano |
| 15874      | (15874) 1996 TL66   |               | 9 ottobre 1996                    | Primo scattered disk object e primo asteroide ad essere scoperto grazie alla collaborazione di quattro persone. |
| 29075      | 1950 DA             | 1,1           | 23 febbraio 1950                  | Nel 2880 si avvicinerà molto alla Terra: è l'asteroide che, secondo stime effettuate nel 2002, ha la più alta possibilità di collisione con la Terra (16 marzo 2880).                                                                  |
| 90377      | Sedna               | 1180–1800     | 14 novembre 2003                  | Primo oggetto individuato oltre la fascia di Kuiper |
| 99942      | Apofi               | 0,3           | 19 giugno 2004                    | Primo oggetto a raggiungere un livello maggiore di uno sulla Scala Torino (catalogato a livello 2, successivamente al livello 4; ora è sceso a 1); meglio conosciuto con la sua designazione provvisoria 2004 MN4.                     |
| 433953     | (433953) 1997 XR2   |               | 1997                              | Primo asteroide a raggiungere un livello maggiore di zero sulla Scala Torino (classificato a 1). |
|            | 1998 KY26           | 0.030         | 2 giugno 1998                     | Avvicinatosi a meno di 800 000 km dalla Terra |
|            | 2001 QR322          | 230           | 21 agosto 2001                    | Primo asteroide troiano di Nettuno ad essere riconosciuto. |
|            | 2002 AA29           | 0,1           | 9 gennaio 2002                    | Asteroide inconsueto legato all'orbita terrestre. |
|            | 2004 FH             | 0,030         | 2004                              | Scoperto prima che sfiorasse la Terra, il 18 marzo 2004, passando a meno di 43 000 km. |
| 434326     | (434326) 2004 JG6   | 0,5–1         | 10 maggio 2004                    | Il suo cortissimo periodo orbitale di sei mesi è secondo solo a Mercurio. |
|            | 2005 HC4            |               | 30 aprile 2005                    | Il corpo celeste che passa più vicino al sole. |
|            | 2008 TC3            | 4 × 10−3      | 6 ottobre 2008                    | Per la prima volta i centri di ricerca sono stati in grado di individuare un corpo celeste prossimo alla collisione con il nostro pianeta, con un anticipo sufficiente ad allertare le autorità delle nazioni interessate dall'impatto |

## Obiettivi di sonde spaziali
| Numero | Nome         | Diametro (km) | Data della scoperta | Commento                                                                                           |
| ------ | ------------ | ------------- | ------------------- | -------------------------------------------------------------------------------------------------- |
| 1      | Cerere       | 959×933       | 1º gennaio 1801     | Obiettivo della sonda Dawn (arrivo nel 2015).                                                      |
| 4      | Vesta        | 468           | 29 marzo 1807       | Obiettivo della sonda Dawn (arrivo nel 2011).                                                      |
| 21     | Lutetia      | 96            | 15 novembre 1852    | Visitato dalla sonda Rosetta nel 2010.                                                             |
| 140    | Siwa         |               | 13 ottobre 1874     | Obiettivo abbandonato della sonda Rosetta.                                                         |
| 243    | Ida          | 56×24×21      | 29 settembre 1884   | Visitato dalla Sonda Galileo nel 1993.                                                             |
| 253    | Matilde      | 66×48×46      | 12 novembre 1885    | Visitato dalla NEAR Shoemaker nel 1997.                                                            |
| 433    | Eros         | 13×13×33      | 13 agosto 1898      | Primo asteroide studiato dall'orbita e primo atterraggio su un asteroide (NEAR Shoemaker, 2000-01) |
| 951    | Gaspra       | 19×12×11      | 30 luglio 1916      | Primo asteroide visitato da una sonda spaziale (Sonda Galileo, 1991)                               |
| 1620   | Geographos   | 5.1×1.8       | 14 settembre 1951   | Era l'obiettivo della sonda Clementine.                                                            |
| 2530   | Shipka       |               | 9 luglio 1978       | Obiettivo abbandonato della sonda Rosetta.                                                         |
| 2685   | Masursky     | 15-20         | 3 maggio 1981       | Osservazioni a distanza dalla sonda Cassini.                                                       |
| 2703   | Rodari       |               | 29 marzo 1979       | Obiettivo abbandonato della sonda Rosetta.                                                         |
| 2867   | Šteins       |               | 4 novembre 1969     | Visitato dalla sonda Rosetta nel 2008.                                                             |
| 3352   | McAuliffe    | 2-5           | 6 febbraio 1981     | Obiettivo abbandonato della sonda Deep Space 1                                                     |
| 3840   | Mimistrobell |               | 9 ottobre 1980      | Obiettivo abbandonato della sonda Rosetta.                                                         |
| 4660   | Nereo        |               | 28 febbraio 1982    | Obiettivo della sonda cancellata NEAP e target abbandonato della missione Hayabusa.                |
| 4979   | Otawara      | 5.5           | 2 agosto 1949       | Obiettivo abbandonato della sonda Rosetta.                                                         |
| 5535   | Annefrank    | 4.0           | 23 marzo 1942       | Obiettivo della sonda Stardust.                                                                    |
| 9969   | Braille      | 2.2×0.6       | 27 maggio 1992      | Visitato della sonda Deep Space 1 nel 1999.                                                        |
| 25143  | Itokawa      | ~1            | 26 settembre 1998   | Obiettivo della missione Hayabusa con ritorno di campioni.                                         |

## Asteroidi con nomi simili o identici a lune planetarie
| Numero | Nome      | Omonimo   | Satellite di       |
| ------ | --------- | --------- | ------------------ |
| 9      | Meti      | Metis     | Giove              |
| 17     | Teti      | Teti      | Saturno            |
| 24     | Temi      | Temi      | Saturno (fittizio) |
| 38     | Leda      | Leda      | Giove              |
| 52     | Europa    | Europa    | Giove              |
| 53     | Kalypso   | Calipso   | Saturno            |
| 55     | Pandora   | Pandora   | Saturno            |
| 74     | Galatea   | Galatea   | Nettuno            |
| 85     | Io        | Io        | Giove              |
| 101    | Helena    | Elena     | Saturno            |
| 106    | Dione     | Dione     | Saturno            |
| 113    | Amalthea  | Amaltea   | Giove              |
| 171    | Ofelia    | Ofelia    | Urano              |
| 204    | Kallisto  | Callisto  | Giove              |
| 218    | Bianca    | Bianca    | Urano              |
| 239    | Adrastea  | Adrastea  | Giove              |
| 302    | Clarissa  | Larissa   | Nettuno            |
| 548    | Kressida  | Cressida  | Urano              |
| 558    | Carmen    | Carme     | Giove              |
| 577    | Rea       | Rea       | Saturno            |
| 593    | Titania   | Titania   | Urano              |
| 666    | Desdemona | Desdemona | Urano              |
| 900    | Rosalinde | Rosalinda | Urano              |
| 1036   | Ganymed   | Ganimede  | Giove              |
| 1162   | Larissa   | Larissa   | Nettuno            |
| 1285   | Julietta  | Giulietta | Urano              |
| 1809   | Prometeo  | Prometeo  | Saturno            |
| 1810   | Epimeteo  | Epimeteo  | Saturno            |
| 2060   | Chiron    | Chirone   | Saturno (fittizio) |
| 2758   | Cordelia  | Cordelia  | Urano              |
| 4450   | Pan       | Pan       | Saturno            |
| 9313   | Protea    | Proteo    | Nettuno            |

## Asteroidi numerati che sono anche comete
| Numero | Nome              | Nome cometario          | Commento |
| ------ | ----------------- | ----------------------- | --- |
| 2060   | Chirone           | 95P/Chiron              | Scoperto nel 1977 come primo asteroide Centauro, successivamente ha mostrato un comportamento cometario (inclusa una chioma)                        |
| 4015   | Wilson-Harrington | 107P/Wilson-Harrington  | Nel 1992 ci si accorse che l'orbita dell'asteroide 1979VA corrispondeva con le posizioni della cometa Wilson-Harrington (1949 III), persa di vista. |
| 7968   | Elst-Pizarro      | 133P/Elst-Pizarro       | Scoperto nel 1996 e identificato come cometa, ha l'orbita di un asteroide 1979 OW7                                                                  |
| 60558  | Echeclus          | 174P/Echeclus           | Secondo asteroide Centauro scoperto con comportamento cometario                                                                                     |
| 118401 | LINEAR            | 176P/LINEAR (LINEAR 52) | Asteroide della fascia principale con comportamento cometario, scoperto nel 2005                                                                    |

Nota: ci sono alcuni altri casi in cui un asteroide non numerato, con solo una designazione sistematica (come ad esempio 2001 OG108), è risultato essere una cometa. La tabella elenca solo gli asteroidi numerati che sono anche comete.

## Asteroidi erroneamente battezzati e rinominati
Nei primi tempi, prima che le regole moderne di numerazione e denominazione diventassero effettive, gli asteroidi talvolta venivano numerati e battezzati prima che le loro orbite fossero perfettamente conosciute. In alcuni casi nomi duplici erano dati allo stesso oggetto (con l'uso moderno dei computer per calcolare e comparare le orbite con vecchie posizioni registrate, questo tipo di errore non accade più). Ciò ha portato in alcuni casi a modificare il nome di un asteroide.
- 330 Adalberta
  - Un oggetto scoperto il 18 marzo 1892 da Max Wolf con la designazione provvisoria di "1892 X" venne battezzato 330 Adalberta, ma fu perso e mai più ritrovato. Nel 1982 si determinò che in realtà le osservazioni che permisero l'identificazione di 1892 X erano state effettuate su alcune stelle, e che l'oggetto non era mai esistito. Il numero 330 e il nome Adalberta vennero quindi riusati per un altro asteroide scoperto da Max Wolf il 2 febbraio 1910, la cui designazione provvisoria era A910 CB.
- 525 Adelaide
  - L'oggetto A904 EB scoperto il 14 marzo 1904 da Max Wolf venne battezzato 525 Adelaide e successivamente perso. Più tardi, l'oggetto 1930 TA scoperto il 3 ottobre 1930 da Sylvain Julien Victor Arend fu battezzato 1171 Rusthawelia. Dato che i supporti informatici sarebbero arrivati solo molto tempo dopo, si dovette attendere fino al 1958 affinché i due oggetti fossero riconosciuti come uno solo. Il nome Rusthawelia venne lasciato (e la scoperta venne assegnata ad Arend); il nome 525 Adelaide venne poi riusato per l'oggetto 1908 EKa, scoperto il 21 ottobre 1908 da Joel Hastings Metcalf.
- 715 Transvaalia e 933 Susi
  - L'oggetto 1911 LX scoperto il 22 aprile 1911 da Harry Edwin Wood fu battezzato 715 Transvaalia. Il 23 aprile 1920, l'oggetto 1920 GZ venne individuato e denominato 933 Susi. Nel 1928 ci si accorse che i due corpi erano lo stesso oggetto. Il nome Transvaalia venne conservato, mentre il nome Susi e il numero 933 vennero riusati per l'oggetto 1927 CH scoperto il 10 febbraio 1927 da Karl Reinmuth.
- 864 Aase e 1078 Mentha
  - L'oggetto A917 CB scoperto il 13 febbraio 1917 da Max Wolf fu battezzato 864 Aase, mentre l'oggetto 1926 XB scoperto il 7 dicembre 1926 da Karl Reinmuth venne denominato 1078 Mentha. Nel 1958 si scoprì che in realtà erano lo stesso asteroide. Nel 1974, la questione si risolse conservando il nome 1078 Mentha e riusando 864 Aase per l'oggetto 1921 KE, scoperto il 30 settembre 1921 da Karl Reinmuth.
- 1095 Tulipa e 1449 Virtanen
  - L'oggetto 1928 DC scoperto il 24 febbraio 1928 da Karl Reinmuth venne battezzato 1095 Tulipa, e l'oggetto 1938 DO, scoperto il 20 febbraio 1938 da Yrjö Väisälä fu chiamato 1449 Virtanen. Nel 1966 si scoprì che in realtà erano lo stesso asteroide. Il nome 1449 Virtanen fu conservato mentre 1095 Tulipa fu riusato per l'oggetto 1926 GS scoperto il 14 aprile 1926 da Karl Reinmuth.
- 1125 Cina e 3789 Zhongguo
  - L'oggetto 1928 UF scoperto il 25 ottobre 1928 da Zhang Yuzhe (Y. C. Chang) venne battezzato 1125 Cina e successivamente perso. Più tardi, l'oggetto 1957 UN1 fu scoperto il 30 ottobre 1957 presso l'Osservatorio di Purple Mountain e venne erroneamente creduto, in un primo momento, l'oggetto 1928 UF. Il nome 1125 Cina venne così riutilizzato per l'oggetto 1957 UN1, e 1928 UF rimase disperso. Nel 1986, l'oggetto 1986 QK1 venne individuato e risultò essere la vera riscoperta di 1928 UF. Questo oggetto venne battezzato 3789 Zhongguo. Da notare che Zhongguo è la parola "Cina" in cinese, nella traslitterazione pinyin.
- Asteroide 1317
  - L'oggetto 1914 UQ scoperto 20 aprile 1914 da G. N. Neujmin fu battezzato 787 Moskva (e mantiene questo nome ancora oggi). L'oggetto 1934 FD, scoperto il 19 marzo 1934 da Cyril V. Jackson, prese il numero progressivo 1317. Nel 1938, G. N. Neujmin trovò che l'asteroide 1317 e 787 Moskva erano lo stesso oggetto. Il numero progressivo 1317 venne riusato più tardi per l'oggetto 1935 RC, scoperto il 1º settembre 1935 da Karl Reinmuth; quest'oggetto è ora conosciuto come 1317 Silvretta.

## Record di avvicinamento alla Terra
Nella prima lista sono inclusi solo gli asteroidi che hanno infranto il record precedente oppure (con sfondo rosa) quelli che hanno impattato la Terra. Nella seconda i venti asteroidi con il passaggio più ravvicinato in assoluto, esclusi gli impattanti. La distanza è calcolata a partire dal centro della Terra. Nella terza i venti asteroidi di diametro maggiore transitati all'interno della distanza Terra-Luna.
Le tecnologie d'individuazione di oggetti near-Earth sono drasticamente migliorate intorno alla fine del XX secolo permettendo anche l'individuazione di corpi di dimensioni inferiori ai 10 metri. Sono considerati unicamente i corpi censiti dall'MPC.
| Distanza (AU) | Distanza Mm | Dimensioni (m)            | Data dell'avvicinamento   | Oggetto                   |
| ------------- | ----------- | ------------------------- | ------------------------- | ------------------------- |
| 0,000043      | 6           | Raggio della Terra        | Raggio della Terra        | Raggio della Terra        |
| 0,000043      | 6,4         | 2,2                       | 7 ottobre 2008            | 2008 TC3                  |
| 0,000043      | 6,4         | 1,8                       | 2 gennaio 2014            | 2014 AA                   |
| 0,000079      | 11,8        | 1,0                       | 4 febbraio 2011           | 2011 CQ1                  |
| 0,000086      | 12,9        | 4,9                       | 31 marzo 2004             | 2004 FU162                |
| 0,000328      | 49,1        | 18,8                      | 18 marzo 2004             | 2004 FH                   |
| 0,000564      | 84,4        | 2,5                       | 27 settembre 2003         | 2003 SQ222                |
| 0,000718      | 107,4       | 6,7                       | 9 dicembre 1994           | 1994 XM1                  |
| 0,00099       | 148,1       | 4,2                       | 20 maggio 1993            | 1993 KA2                  |
| 0,00115       | 172,0       | 5,3                       | 18 gennaio 1991           | 1991 BA                   |
| 0,00257       | 384         | Distanza media Terra-Luna | Distanza media Terra-Luna | Distanza media Terra-Luna |
| 0,00457       | 683,7       | 210,0                     | 22 marzo 1989             | 4581 Asclepius            |
| 0,00495       | 741         | 400 x 2                   | 30 ottobre 1937           | 69230 Hermes              |

| Distanza (AU) | Distanza Mm | Dimensioni (m)            | Data dell'avvicinamento   | Oggetto                   |
| ------------- | ----------- | ------------------------- | ------------------------- | ------------------------- |
| 0,000043      | 6           | Raggio della Terra        | Raggio della Terra        | Raggio della Terra        |
| 0,000079      | 11,8        | 1,0                       | 4 febbraio 2011           | 2011 CQ1                  |
| 0,000086      | 12,9        | 4,9                       | 31 marzo 2004             | 2004 FU162                |
| 0,00009       | 13,5        | 0,6                       | 9 ottobre 2008            | 2008 TS26                 |
| 0,000096      | 14,4        | 1,0                       | 7 gennaio 2019            | 2019 AS5                  |
| 0,00012       | 18,0        | 1,9                       | 20 ottobre 2017           | 2017 UJ2                  |
| 0,000125      | 18,7        | 6,7                       | 27 giugno 2011            | 2011 MD                   |
| 0,000135      | 20,2        | 2,4                       | 25 novembre 2018          | 2018 WV1                  |
| 0,000136      | 20,3        | 5,1                       | 6 novembre 2009           | 2009 VA                   |
| 0,00014       | 20,9        | 1,9                       | 2 marzo 2017              | 2017 EA                   |
| 0,000201      | 30,1        | 3,0                       | 12 gennaio 2016           | 2016 AH164                |
| 0,000206      | 30,8        | 1,3                       | 20 ottobre 2008           | 2008 US                   |
| 0,000226      | 33,8        | 3,7                       | 19 dicembre 2004          | 2004 YD5                  |
| 0,000239      | 35,8        | 1,3                       | 23 dicembre 2013          | 2013 YB                   |
| 0,000249      | 37,2        | 2,2                       | 14 gennaio 2016           | 2016 AN164                |
| 0,00026       | 38,9        | 2,6                       | 17 novembre 2010          | 2010 WA                   |
| 0,000264      | 39,5        | 4,2                       | 15 novembre 2015          | 2015 VY105                |
| 0,000265      | 39,6        | 20,0                      | 11 marzo 2016             | 2016 EF195                |
| 0,000267      | 39,9        | 11,8                      | 7 settembre 2014          | 2014 RC                   |
| 0,000267      | 39,9        | 8,6                       | 10 agosto 2018            | 2018 PD20                 |
| 0,000271      | 40,5        | 4,0                       | 3 giugno 2014             | 2014 LY21                 |
| 0,00257       | 384         | Distanza media Terra-Luna | Distanza media Terra-Luna | Distanza media Terra-Luna |

| Distanza (AU) | Distanza Mm | Dimensioni (m)            | Data dell'avvicinamento   | Oggetto                   |
| ------------- | ----------- | ------------------------- | ------------------------- | ------------------------- |
| 0,000043      | 6           | Raggio della Terra        | Raggio della Terra        | Raggio della Terra        |
| 0,00217       | 324,6       | 114,0                     | 8 novembre 2011           | (308635) 2005 YU55        |
| 0,00201       | 300,7       | 81,0                      | 2 gennaio 2018            | 2018 AH                   |
| 0,00243       | 363,5       | 81,0                      | 3 dicembre 2011           | 2011 XC2                  |
| 0,000802      | 120,0       | 53,0                      | 14 giugno 2002            | 2002 MN                   |
| 0,00136       | 203,5       | 50,0                      | 15 maggio 2018            | 2010 WC9                  |
| 0,00129       | 193,0       | 48,0                      | 15 aprile 2018            | 2018 GE3                  |
| 0,000275      | 41,1        | 40,0                      | 15 febbraio 2013          | 367943 Duende             |
| 0,00154       | 230,4       | 38,0                      | 1º aprile 2012            | 2012 EG5                  |
| 0,000436      | 65,2        | 37,0                      | 14 agosto 2017            | 2017 QP1                  |
| 0,000854      | 127,8       | 36,0                      | 21 luglio 2017            | 2017 OO1                  |
| 0,00248       | 371,0       | 33,0                      | 4 agosto 2013             | 2013 PJ10                 |
| 0,00145       | 216,9       | 29,0                      | 9 settembre 2018          | 2018 RC                   |
| 0,000788      | 117,9       | 25,0                      | 11 dicembre 2002          | 2002 XV90                 |
| 0,000604      | 90,4        | 24,0                      | 28 agosto 2016            | 2016 QA2                  |
| 0,00108       | 161,6       | 24,0                      | 28 dicembre 2018          | 2019 AW2                  |
| 0,0017        | 254,3       | 23,0                      | 7 ottobre 2012            | 2012 TV                   |
| 0,00224       | 335,1       | 23,0                      | 24 luglio 2011            | 2011 PU1                  |
| 0,00248       | 371,0       | 22,0                      | 15 febbraio 2008          | 2008 CK70                 |
| 0,000483      | 72,3        | 21,0                      | 2 marzo 2009              | 2009 DD45                 |
| 0,00112       | 167,5       | 21,0                      | 30 marzo 2014             | 2014 GY44                 |
| 0,00257       | 384         | Distanza media Terra-Luna | Distanza media Terra-Luna | Distanza media Terra-Luna |

## Asteroidi con velocità di rotazione estremamente bassa
Il periodo di rotazione è stato calcolato solo per una piccola parte di asteroidi (dagli studi sulle curve di luce o tramite analisi radar). La maggior parte di essi ha un periodo di rotazione minore di 24 ore. Tuttavia esistono alcuni pianetini che ruotano in un tempo molto più grande: 288 Glauke, ad esempio, compie una rotazione completa in circa 50 giorni.
| Nome               | Periodo di rotazione (ore) |
| ------------------ | -------------------------- |
| 288 Glauke         | 1200                       |
| 1220 Crocus        | 737                        |
| 253 Matilde        | 417,7                      |
| 1998 QR52          | 234                        |
| 3691 Bede          | 226,8                      |
| 9969 Braille       | 226,4                      |
| (38071) 1999 GU3   | 216                        |
| (65407) 2002 RP120 | 200                        |

Vedi anche (in inglese): Minor Planet Lightcurve Parameters